# Andrew Griffiths
Andrew "Andy" Griffiths, född 1961, är en australisk författare av barnböcker och komedi. Han är mest känd för sin serie Just!, vilken har blivit omgjord till en animerad TV-serie kallad What's with Andy?. Griffiths bor i Melbourne.

### Romaner
- The Day My Bum Went Psycho  (2001)
- Zombie Bums from Uranus (2003)
- Bumageddon: The Final Pongflict (2005)
- Fast Food and No Play Make Jack a Fat Boy (2006)
- What Bumosaur is That? (2007)
- What Body Part is That? (2011)

#### Schooling Around-serien
- Treasure Fever! (2008)
- Pencil of Doom! (2008)
- Mascot Madness! (2009)
- Robot Riot! (2009)

### Novellsamlingar
- The Bad Book (2004)
- The Cat on the Mat Is Flat (2006)
- The Big Fat Cow That Goes Kapow! (2008)
- The Very Bad Book (2010)
- The Super Bad Book (2011)

#### Just!-serien
- Just Tricking! (1997)
- Just Annoying! (1998)
- Just Stupid! (1999)
- Just Crazy! (2000)
- Just Disgusting! (2002)
- Just Shocking! (2007)
- Just Writing! (2011)
- Just Three for Free